# Пахаревка (Кировоградская область)
Пахаревка (укр. Пахарівка) — село в Попельнастовской сельской общине Александрийского района Кировоградской области Украины.
Население по переписи 2001 года составляло 209 человек. Почтовый индекс — 28064. Телефонный код — 5235. Код КОАТУУ — 3520384904.